# Prix John-Wood-Campbell Memorial
Pour les articles homonymes, voir Prix John-Wood-Campbell.
Le prix John-Wood-Campbell Memorial est un prix littéraire créé en 1973 par Harry Harrison et Brian Aldiss, et récompensant des œuvres de science-fiction.
Décerné par un comité composé de juges professionnels à des ouvrages parus l'année précédente, le prix John-Wood-Campbell Memorial est un hommage à l'écrivain John W. Campbell, qui fut également l'éditeur du magazine Astounding Science Fiction jusqu'à son décès en 1971.
Depuis 1979, le prix est remis lors de conférences annuelles dans les locaux de l'université du Kansas.
En 1976, le jury décida qu'aucun roman paru l'année précédente ne méritait le prix. C'est pourquoi il fut exceptionnellement décerné de manière rétrospective à une œuvre publiée en 1970.
Le vainqueur de ce prix remporte un trophée réalisé par Eldon Tefft et représentant un anneau en acier sur une base en bois.

## Palmarès
Les gagnants sont cités en premier, suivis par les autres œuvres nommées.

### Années 1970

#### 1973
Apollo, et après ? (Beyond Apollo) par Barry N. Malzberg
- The Listeners par James E. Gunn
- Le Rat blanc (Fugue for a Darkening Island) par Christopher Priest

#### 1974
Rendez-vous avec Rama (Rendezvous with Rama) par Arthur C. Clarke et Malevil par Robert Merle (ex æquo)
- L'Enchâssement (The Embedding) par Ian Watson
- The Green Gene par Peter Dickinson

#### 1975
Coulez mes larmes, dit le policier (Flow My Tears, The Policeman Said) par Philip K. Dick
- Les Dépossédés (The Dispossessed: An Ambiguous Utopia) par Ursula K. Le Guin

#### 1976
Pas de vainqueur pour un roman publié en 1975, prix remis pour un roman publié en 1970

L'Année du soleil calme (The Year of the Quiet Sun) par Wilson Tucker
- L'Homme stochastique (The Stochastic Man) par Robert Silverberg
- Orbitsville (Orbitsville) par Bob Shaw

#### 1977
The Alteration par Kingsley Amis
- Homme-plus (Man Plus) par Frederik Pohl
- Hier, les oiseaux (Where Late the Sweet Birds Sang) par Kate Wilhelm

#### 1978
La Grande Porte (Gateway) par Frederik Pohl
- Пикник на обочине? par Аркадий Стругацкий et Борис Стругацкий
- A Scanner Darkly par Philip K. Dick

#### 1979
Gloriana ou la Reine inassouvie (Gloriana) par Michael Moorcock
- Au-delà du réel (Altered States) par Paddy Chayefsky
- And Having Writ ... par Donald R. Bensen (en)

### Années 1980
| Sommaire : | - Haut - 1980 - 1981 - 1982 - 1983 - 1984 - 1985 - 1986 - 1987 - 1988 - 1989 |

#### 1980
Sur les ailes du chant (On Wings of Son) par Thomas M. Disch
- L'Été-machine (Engine Summer) par John Crowley
- Le Rêveur illimité (The Unlimited Dream Company) par J. G. Ballard

#### 1981
Un paysage du temps (Timescape) par Gregory Benford
- The Dreaming Dragons par Damien Broderick (en)
- L'Ombre du bourreau (The Shadow of the Torturer) par Gene Wolfe

#### 1982
Enig Marcheur (Riddley Walker) par Russell Hoban

#### 1983
Le Printemps d'Helliconia (Helliconia Spring) par Brian Aldiss
- No Enemy But Time (No Enemy But Time) par Michael Bishop

#### 1984
La Citadelle de l'Autarque (The Citadel of the Autarch) par Gene Wolfe
- The Birth of the People's Republic of Antarctica par John Batchelor
- Tik-Tok (Tik-Tok) par John T. Sladek

#### 1985
Les Annales de la cité (The Years of the City) par Frederik Pohl
- Les Yeux électriques (Green Eyes) par Lucius Shepard
- Neuromancien (Neuromancer) par William Gibson

#### 1986
Le Facteur (The Postman) par David Brin
- Galapagos (Galapagos) par Kurt Vonnegut
- La Musique du sang (Blood Music) par Greg Bear
- Survol (Kiteworld) par Keith Roberts

#### 1987
A Door into Ocean par Joan Slonczewski
- Ainsi finit le monde (This Is the Way the World Ends) par James Morrow
- La Voix des morts (Speaker for the Dead) par Orson Scott Card

#### 1988
Lincoln's Dreams par Connie Willis
- The Sea and Summer par George Turner (en)
- The Unconquered Country: A Life History par Geoff Ryman

#### 1989
Les Mailles du réseau (Islands in the Net) par Bruce Sterling
- La Côte dorée (The Gold Coast) par Kim Stanley Robinson
- L'Aube des dragons (Dragonsdawn) par Anne McCaffrey

### Années 1990
| Sommaire : | - Haut - 1990 - 1991 - 1992 - 1993 - 1994 - 1995 - 1996 - 1997 - 1998 - 1999 |

#### 1990
The Child Garden par Geoff Ryman
- Horizon vertical (Farewell Horizontal) par K. W. Jeter
- Bonnes nouvelles de l'espace (Good News from Outer Space) par John Kessel

#### 1991
Lisière du Pacifique (Pacific Edge) par Kim Stanley Robinson
- La Reine des anges (Queen of Angels) par Greg Bear
- Notre mère qui êtes aux cieux (Only Begotten Daughter) par James Morrow

#### 1992
Buddy Holly is Alive and Well on Ganymede par Bradley Denton
- La Machine à différences (The Difference Engine) par William Gibson et Bruce Sterling
- Les Nomades du fer (A Woman of the Iron People) par Eleanor Arnason
- Stations des profondeurs (Stations of the Tide) par Michael Swanwick
- The Silicon Man par Charles Platt (en)

#### 1993
Le Frère des dragons (Brother to Dragons) par Charles Sheffield
- Sideshow par Sheri S. Tepper
- Un feu sur l'abîme (A Fire Upon the Deep) par Vernor Vinge

#### 1994
Prix non décerné
- Beggars in Spain par Nancy Kress
- L'Envol de Mars (Moving Mars) par Greg Bear

#### 1995
La Cité des permutants (Permutation City) par Greg Egan
- Brittle Innings par Michael Bishop

#### 1996
Les Vaisseaux du temps (The Time Ships) par Stephen Baxter
- L'Âge de diamant (The Diamond Age) par Neal Stephenson
- Chaga par Ian McDonald

#### 1997
Féerie (Fairyland) par Paul J. McAuley
- Mars la bleue (Blue Mars) par Kim Stanley Robinson
- Le Moineau de Dieu (The Sparrow) par Mary Doria Russell

#### 1998
La Paix éternelle (Forever Peace) par Joe Haldeman
- Oblique (Slant) par Greg Bear
- Secret Passages par Paul Preuss

#### 1999
Brute orbits par George Zebrowski
- Starfarers par Poul Anderson
- Distraction par Bruce Sterling

### Années 2000
| Sommaire : | - Haut - 2000 - 2001 - 2002 - 2003 - 2004 - 2005 - 2006 - 2007 - 2008 - 2009 |

#### 2000
Au tréfonds du ciel (A Deepness in the Sky) par Vernor Vinge
- L'Échelle de Darwin (Darwin's Radio) par Greg Bear
- Bleue comme une orange (Greenhouse Summer) par Norman Spinrad
- Starfish (Starfish) par Peter Watts
- The Silicon Dagger par Jack Williamson

#### 2001
Genesis par Poul Anderson
- La Guerrière oubliée (A Secret History) par Mary Gentle
- Calculating God (Calculating God) par Robert J. Sawyer
- Infinity Beach par Jack McDevitt
- The Fresco par Sheri S. Tepper

#### 2002
Terraforming Earth par Jack Williamson et Les Chronolithes (The Chronoliths) par Robert Charles Wilson (ex æquo)
- Artefacts (Probability Sun) par Nancy Kress
- Dark Light par Ken MacLeod
- Deepsix (Deepsix) par Jack McDevitt
- Dragon déchu (Fallen Dragon) par Peter F. Hamilton
- Hammerfall par C. J. Cherryh
- Nekropolis par Maureen F. McHugh
- Pashazade par Jon Courtenay Grimwood
- Passage (Passage) par Connie Willis
- The House of Dust par Paul Johnston
- The Meek par Scott Mackay (en)

#### 2003
Les Faucheurs (Probability Space) par Nancy Kress
- Le Peuple d'argile (Kiln People) par David Brin
- Hominids (Hominids) par Robert J. Sawyer
- Bones of the Earth par Michael Swanwick
- Dark Ararat par Brian Stableford
- Lion's Blood par Steven Barnes
- L'Œcumène d'or (The Golden Age) par John C. Wright
- La Séparation (The Separation) par Christopher Priest
- L'Aube du visiteur (The Visitor) par Sheri S. Tepper
- En quête d'éternité (Vitals) par Greg Bear

#### 2004
Oméga (Omega) par Jack McDevitt
- Natural History par Justina Robson
- The X-President par Philip Baruth (en)
- Les Enfants de Darwin (Darwin's Children) par Greg Bear
- Jennifer Gouvernement (Jennifer Government) par Max Barry
- Memory par Linda Nagata
- Red Thunder par John Varley
- Sister Alice par Robert Reed
- Star Dragon par Mike Brotherton (en)
- Storyteller par Amy Thomson (en)
- The Braided World par Kay Kenyon
- The Changeling Plague par Syne Mitchell (en)
- The Companions par Sheri S. Tepper
- The Wreck of the River of Stars par Michael F. Flynn
- Royaume désuni (Untied Kingdom) par James Lovegrove

#### 2005
Market Forces (Market Forces) par Richard Morgan
- Air par Geoff Ryman
- Le temps n'est rien (The Time Traveler's Wife) par Audrey Niffenegger
- La Cité de Perle (City of Pearl) par Karen Traviss
- Gaudeamus par John Barnes
- La Veillée de Newton (Newton's Wake) par Ken MacLeod
- The Boy Who Would Live Forever par Frederik Pohl
- The Child Goddess par Louise Marley
- Le Complot contre l'Amérique (The Plot Against America) par Philip Roth
- The Rebel: An Imagined Life of James Dean par Jack Dann
- Un puits dans les étoiles (The Well of Stars) par Robert Reed
- Les Diables blancs (White Devils) par Paul J. McAuley

#### 2006
Mindscan par Robert J. Sawyer
- Spin (Spin) par Robert Charles Wilson
- Les Îles du Soleil (The Summer Isles) par Ian R. MacLeod
- Accelerando (Accelerando) par Charles Stross
- Child of Earth par David Gerrold
- Un paradis d'enfer (Counting Heads) par David Marusek
- Learning the World par Ken MacLeod
- Glyphes (Mind's Eye) par Paul J. McAuley
- Seeker (Seeker) par Jack McDevitt
- The Meq par Steve Cash (en)
- Le Monde d'avant (The World Before) par Karen Traviss
- Transcendance (Transcendent) par Stephen Baxter

#### 2007
Titan par Ben Bova
- Le Dernier Chasseur de sorcières (The Last Witchfinder) par James Morrow
- Vision aveugle (Blindsight) par Peter Watts
- Le Cercle de Farthing (Farthing) par Jo Walton
- La Vie secrète et remarquable de Tink Puddah (A Small and Remarkable Life) par Nicholas A. DiChario
- Dry par Barbara Sapergia
- Glasshouse par Charles Stross
- Infoquake par David Louis Edelman (en)
- Living Next Door to the God of Love par Justina Robson
- Nova Swing par M. John Harrison
- Odyssey par Jack McDevitt
- Rainbows End (Rainbows End) par Vernor Vinge
- Sun of Suns par Karl Schroeder

#### 2008
In War Times par Kathleen Ann Goonan
- Le Club des policiers yiddish (The Yiddish Policemen's Union) par Michael Chabon
- The Execution Channel par Ken MacLeod
- Axis (Axis) par Robert Charles Wilson
- Bad Monkeys (Bad Monkeys) par Matt Ruff
- Brasyl (Brasyl) par Ian McDonald
- Deadstock par Jeffrey Thomas
- HARM par Brian Aldiss
- Mainspring par Jay Lake
- Rollback (Rollback) par Robert J. Sawyer
- The Margarets par Sheri S. Tepper
- The New Moon's Arms par Nalo Hopkinson
- Time's Child par Rebecca Ore (en)
- La Théorie des cordes (Zig Zag, traduction de Zig Zag) par José Carlos Somoza

#### 2009
Little Brother (Little Brother) par Cory Doctorow et Song of Time par Ian R. MacLeod (ex æquo)
- L'Apprentie du philosophe (The Philosopher's Apprentice) par James Morrow
- Anatèm (Anathem) par Neal Stephenson
- La Cité à la fin des temps (City at the End of Time) par Greg Bear
- Valley of Day-Glo par Nicholas A. DiChario

### Années 2010
| Sommaire : | - Haut - 2010 - 2011 - 2012 - 2013 - 2014 - 2015 - 2016 - 2017 - 2018 - 2019 |

#### 2010
La Fille automate (The Windup Girl) par Paolo Bacigalupi
- Julian (Julian Comstock: A Story of 22nd-Century America) par Robert Charles Wilson
- The City and the City (The City & The City) par China Miéville
- Le Rêve de Galilée (Galileo's Dream) par Kim Stanley Robinson
- Gardens of the Sun par Paul J. McAuley
- Makers par Cory Doctorow
- Steal Across the Sky par Nancy Kress
- The Caryatids par Bruce Sterling
- Le Temps du déluge (The Year of the Flood) par Margaret Atwood
- Transition (Transition) par Iain Banks
- Éveil (Wake) par Robert J. Sawyer
- Yellow Blue Tibia par Adam Roberts

#### 2011
La Maison des derviches (The Dervish House) par Ian McDonald
- Guide de survie pour le voyageur du temps amateur (How to Live Safely in a Science Fictional Universe) par Charles Yu (en)
- Le Voleur quantique (The Quantum Thief) par Hannu Rajaniemi
- All Clear (All Clear) par Connie Willis
- Anthill par Edward Osborne Wilson
- Aurorarama par Jean-Christophe Valtat
- Black-out (Connie Willis) (Blackout) par Connie Willis
- C (C) par Tom McCarthy
- Hull Zero Three par Greg Bear
- New Model Army par Adam Roberts
- The Waters Rising par Sheri S. Tepper
- Veteran par Gavin G. Smith (en)
- Yarn par Jon Armstrong
- Histoire zéro (Zero History) par William Gibson

#### 2012
Les Insulaires (The Islanders) par Christopher Priest et The Highest Frontier par Joan Slonczewski (ex æquo)
- Légationville (Embassytown) par China Miéville
- Dancing with Bears par Michael Swanwick
- Home Fires par Gene Wolfe
- Player One (Ready Player One) par Ernest Cline
- Robopocalypse (Robopocalypse) par Daniel H. Wilson
- Seed par Rob Ziegler
- Notre fin sera si douce (Soft Apocalypse) par Will McIntosh
- This Shared Dream par Kathleen Ann Goonan
- Osama (Osama) par Lavie Tidhar

#### 2013
Jack Glass (Jack Glass) par Adam Roberts
- Any Day Now par Terry Bisson
- Alif l'invisible (Alif the Unseen) par G. Willow Wilson
- Empty Space par M. John Harrison
- 2312 (2312) par Kim Stanley Robinson
- La Terre bleue de nos souvenirs (Blue Remembered Earth) par Alastair Reynolds
- Existence (Existence) par David Brin
- Intrusion par Ken MacLeod
- Merfer (Railsea) par China Miéville
- Slow Apocalypse par John Varley
- The Fractal Prince par Hannu Rajaniemi
- La Sonate Hydrogène (The Hydrogen Sonata) par Iain M. Banks
- The Rapture of the Nerds par Cory Doctorow et Charles Stross

#### 2014
Corps variables (Strange Bodies) par Marcel Theroux
- La Justice de l'ancillaire (Ancillary Justice) par Ann Leckie
- Evening's Empires par Paul J. McAuley
- Hild par Nicola Griffith
- Lexicon (Lexicon) par Max Barry
- Neptune's Brood par Charles Stross
- Sous le vent d'acier (On the Steel Breeze) par Alastair Reynolds
- Proxima par Stephen Baxter
- Chaman (Shaman) par Kim Stanley Robinson
- L'Adjacent (The Adjacent) par Christopher Priest
- Le Cercle (The Circle) par Dave Eggers
- Le Jeu de Cuse (The Cusanus Game, traduction de Das Cusanus-Spiel) par Wolfgang Jeschke
- The Disestablishment of Paradise par Phillip Mann
- The Red: First Light par Linda Nagata
- Nos années sauvages (We Are All Completely Beside Ourselves) par Karen Joy Fowler

#### 2015
Les Quinze Premières Vies d'Harry August (The First Fifteen Lives of Harry August) par Claire North
- A Darkling Sea par James Cambias (en)
- Le Problème à trois corps (The Three-Body Problem, traduction de 三体) par Liu Cixin
- Afterparty (Afterparty) par Daryl Gregory
- Trilogie du Rempart Sud (Area X: The Southern Reach Trilogy) par Jeff VanderMeer
- Bête par Adam Roberts
- Defenders par Will McIntosh
- Échopraxie (Echopraxia) par Peter Watts
- Europe in Autumn par Dave Hutchinson
- Les Enfermés (Lock In) par John Scalzi
- Station Eleven (Station Eleven) par Emily St. John Mandel
- The Bees par Laline Paull (en)
- Seul sur Mars (The Martian) par Andy Weir
- Périphériques (The Peripheral) par William Gibson
- La Course (The Race) par Nina Allan
- Wolves par Simon Ings (en)

#### 2016
Radiomen par Eleanor Lerman
- Going Dark par Linda Nagata
- La Chose en soi (The Thing Itself) par Adam Roberts
- Water Knife (The Water Knife) par Paolo Bacigalupi
- Aurora (Aurora) par Kim Stanley Robinson
- Europe at Midnight par Dave Hutchinson
- L'Arche de Darwin (Galápagos Regained) par James Morrow
- Nouvelle Lune (Luna: New Moon) par Ian McDonald
- Seveneves par Neal Stephenson
- Le Livre de Phénix (The Book of Phoenix) par Nnedi Okorafor
- Where par Kit Reed

#### 2017
Central Station (Central Station) par Lavie Tidhar
- Rosewater (Rosewater) par Tade Thompson
- Underground Railroad (The Underground Railroad) par Colson Whitehead
- Underground Airlines (Underground Airlines) par Ben H. Winters
- Alien Morning par Rick Wilber (en)
- Azanian Bridges par Nick Wood
- Everfair par Nisi Shawl
- Into Everywhere par Paul J. McAuley
- Occupy Me par Tricia Sullivan
- The Arrival of Missives par Aliya Whiteley (en)
- La Quête onirique de Vellitt Boe (The Dream-Quest of Vellitt Boe) par Kij Johnson
- Les Chroniques de Méduse (The Medusa Chronicles) par Stephen Baxter et Alastair Reynolds
- Zero K (Zero K) par Don DeLillo

#### 2018
The Genius Plague par David Walton (en)
- The Moon and the Other par John Kessel
- Police du peuple (The People's Police) par Norman Spinrad
- La Fracture (The Rift) par Nina Allan
- After the Flare par Deji Bryce Olukotun
- Austral (Austral) par Paul J. McAuley
- Autonome (Autonomous) par Annalee Newitz
- Borne (Borne) par Jeff VanderMeer
- Future Home of the Living God par Louise Erdrich
- New York 2140 (New York 2140) par Kim Stanley Robinson
- The Stargazer's Embassy par Eleanor Lerman
- Les étoiles sont légion (The Stars Are Legion) par Kameron Hurley
- Tropic of Kansas par Christopher Brown (en)

#### 2019
La Cité de l'orque (Blackfish City) par Sam J. Miller
- Vers les étoiles (The Calculating Stars) par Mary Robinette Kowal
- Theory of Bastards par Audrey Schulman
- A Spy in Time par Imraan Coovadia
- La Lune de l'âpre neige (Moon of the Crusted Snow) par Waubgeshig Rice (en)
- Semiosis (Semiosis) par Sue Burke
- Space Opera par Catherynne M. Valente
- Eriophora (The Freeze-Frame Revolution) par Peter Watts
- The Loosening Skin par Aliya Whiteley (en)
- Le temps fut (Time Was) par Ian McDonald
- Aucune terre n'est promise (Unholy Land) par Lavie Tidhar